# Springdale (Washington)
Springdale (korábban Squire City) az Amerikai Egyesült Államok északnyugati részén, Washington állam Stevens megyéjében elhelyezkedő város. A 2010. évi népszámlálási adatok alapján 285 lakosa van.

## Történet
1886-ban a mai település helyére érkezett Mr. John Shriner és Mr. Charles O. Squire; utóbbi 1887-ben fűrésztelepet létesített. Miután Squire birtoka elkészült, a férfi 1889. november 29-én megalapította Squire City-t; 1899-ben megnyílt a posta, melynek vezetője szintén Squire volt. A térség első kereskedője Mark P. Sheffer volt, aki a vasút megépülte előtt az áruszállításhoz lovaskocsit használt.
1889-ben a Spokane Falls & Northern Railroad vasútvonala elérte a települést; az állomást Springdale-nek nevezték el, így 1892-ben a települést is átkeresztelték.
Springdale 1903. február 9-én kapott városi rangot. A helység első újságja az Elmer Burrows által indított The Springdale Reformer volt, amely 1907 és 1923 között létezett.
A város üzleti negyede az 1908. július 11-i tűzben megsemmisült.

## Éghajlat
| Hónap                         | Jan.  | Feb.  | Már.  | Ápr.  | Máj. | Jún. | Júl. | Aug. | Szep. | Okt.  | Nov.  | Dec.  | Év    |
| ----------------------------- | ----- | ----- | ----- | ----- | ---- | ---- | ---- | ---- | ----- | ----- | ----- | ----- | ----- |
| Rekord max. hőmérséklet (°C)  | 13,9  | 17,8  | 21,7  | 31,1  | 36,7 | 36,7 | 40,0 | 40,6 | 40,0  | 30,0  | 18,3  | 11,7  | 40,6  |
| Átlagos max. hőmérséklet (°C) | 1,7   | 5,0   | 11,1  | 15,6  | 20,6 | 24,4 | 30,0 | 29,4 | 24,4  | 16,1  | 6,1   | 0,6   | 15,5  |
| Átlagos min. hőmérséklet (°C) | −7,8  | −6,7  | −3,3  | −0,6  | 3,3  | 6,7  | 8,9  | 8,9  | 5,0   | −0,6  | −4,4  | −7,8  | 0,2   |
| Rekord min. hőmérséklet (°C)  | −30,0 | −33,9 | −16,7 | −11,1 | −7,8 | −5,0 | −3,9 | −4,4 | −7,2  | −13,9 | −18,0 | −33,9 | −33,9 |
| Átl. csapadékmennyiség (mm)   | 48    | 47    | 46    | 38    | 47   | 38   | 24   | 18   | 21    | 31    | 68    | 74    | 500   |
| Forrás: The Weather Channel   |       |       |       |       |      |      |      |      |       |       |       |       |       |

## Népesség
A 2010-es népszámláláskor a városnak 285 lakója, 105 háztartása és 75 családja volt. A népsűrűség 97,3 fő/km2. A lakóegységek száma 118, sűrűségük 40,3 db/km2. A lakosok 88,4%-a fehér, 1,4%-a afroamerikai, 4,6%-a indián,   1,1%-a egyéb, 4,6%-a pedig kettő vagy több etnikumú. A spanyol vagy latino származásúak aránya 6% (3,9% mexikói,   2,1% egyéb spanyol vagy latino származású.)
A háztartások 37,1%-ában élt 18 évnél fiatalabb. 47,6% házas, 16,2% egyedülálló nő, 7,6% egyedülálló férfi, 28,6% pedig nem család. 17,1% egyedül élt; 8,6%-uk 65 éves vagy idősebb. Egy háztartásban átlagosan 2,71 személy élt; a családok átlagmérete 3,12 fő.
A medián életkor 37,9 év volt. A város lakóinak 27%-a 18 évesnél fiatalabb, 8,2% 18 és 24 év közötti, 24,3%-uk 25 és 44 év közötti, 23,5%-uk 45 és 64 év közötti, 17,2%-uk pedig 65 éves vagy idősebb. A lakosok 56,1%-a férfi, 43,9%-a pedig nő.

## Fordítás
Ez a szócikk részben vagy egészben  a   Springdale, Washington című angol Wikipédia-szócikk ezen változatának fordításán alapul.  Az eredeti cikk szerkesztőit annak laptörténete sorolja fel. Ez a jelzés csupán a megfogalmazás eredetét és a szerzői jogokat jelzi, nem szolgál a cikkben szereplő információk forrásmegjelöléseként.